# Coupe des Landes de basket-ball
La Coupe des Landes de basket-ball est une compétition départementale de basket-ball organisée par le comité des Landes de basket-ball.

## Histoire
La première édition de la Coupe des Landes a lieu en 1947.
En 2001, chacune des deux catégories est renommée Coupe Christiane-Carrère et Coupe Guy-Candau, respectivement en féminine et masculine ; elles étaient auparavant nommées Coupe André-Boussard et Coupe Jean-Candau.

## Format
La compétition regroupe l'ensemble des clubs basés dans les Landes, toutes catégories de division confondues,.
Lorsque deux équipes de divisions différentes s'affrontent, un handicap de points est attribué à l'équipe la mieux classée,, initialement de cinq points par division puis de sept points,.
À compter de l'édition 2024-2025, un seuil de participation aux matchs de championnats est instauré pour qu'un joueur soit éligible à participer à la Coupe des Landes, à hauteur de 75 %,.

## Finale
La finale se joue traditionnellement dans des arènes couvertes,. Elle a régulièrement lieu dans les arènes de Pomarez,, puis dans celles de Gamarde-les-Bains à partir de 2016.
En 2019, le choix de l'enceinte accueillant la finale rompt avec la tradition des arènes couvertes, avec les arènes de Dax. En 2024, l'initiative est répétée, cette fois aux arènes du Plumaçon de Mont-de-Marsan. Le choix de tels sites n'a pas pour autant vocation à se répéter chaque année.

## Notoriété
Le format ouvert de la compétition lui vaut le surnom populaire de « Coupe du monde des Landes », tandis que son système de handicap de points permet d'entretenir la compétitivité malgré l'écart sportif entre toutes les équipes. Elle est l'un des événements sportifs les plus importants dans les Landes.
Dans les années 2010, la banda « l'Harmonie de Pomarez » joue parmi son répertoire une reprise de la chanson Dans les yeux d'Émilie de Joe Dassin, particulièrement lors des finales de la Coupe des Landes organisée régulièrement aux arènes de Pomarez ; la chanson deviendra plus populaire avec les années, de la Coupe des Landes au championnat d'Europe 2015, avant de dépasser le milieu du basket-ball,.
En 2019, la finale est exceptionnellement disputée dans une enceinte sportive de taille plus importante, les arènes de Dax ayant une capacité de plus de 8 000 places.
L'édition 2023-2024, organisée aux arènes du Plumaçon à la capacité équivalente à celles de Dax, est également marquée par la participation de l'ancien basketteur international et joueur de NBA Boris Diaw sorti de sa retraite et accompagné de plusieurs amis dont plusieurs anciens joueurs professionnels, participant sous les couleurs de l'équipe de division départementale 3 de Biscarrosse,, donnant une couverture médiatique nationale plus importante à la compétition,.

## Palmarès

### Palmarès féminin
| Édition   | Club vainqueur                   | Commune(s)                                                                  | Score                 | Club finaliste                     | Commune(s)                                                                  | Lieu de la finale                  |
| --------- | -------------------------------- | --------------------------------------------------------------------------- | --------------------- | ---------------------------------- | --------------------------------------------------------------------------- | ---------------------------------- |
| 1946-1947 | Union sportive Capbreton         | Capbreton                                                                   | 21-7                  | SC Mézos                           | Mézos                                                                       | Castets                            |
| 1947-1948 | ASPTT Dax                        | Dax                                                                         | 16-10                 | SC Mézos                           | Mézos                                                                       | Castets                            |
| 1948-1949 | Union sportive dacquoise         | Dax                                                                         | 24-18                 | SC Mézos                           | Mézos                                                                       | Castets                            |
| 1949-1950 | Union sportive castésienne       | Castets                                                                     | —                     | Union sportive dacquoise           | Dax                                                                         | Castets                            |
| 1950-1951 | ASPTT Dax                        | Dax                                                                         | —                     | —                                  | —                                                                           | —                                  |
| 1951-1952 | Jeanne d'Arc de Dax              | Dax                                                                         | 41-31                 | Stade montois                      | Mont-de-Marsan                                                              | Laurède                            |
| 1952-1953 | Stade montois                    | Mont-de-Marsan                                                              | 27-25                 | ASPTT Dax                          | Dax                                                                         | Saint-Geours-d'Auribat             |
| 1953-1954 | ASPTT Dax                        | Dax                                                                         | —                     | Stade montois                      | Mont-de-Marsan                                                              | Mugron                             |
| 1954-1955 | Union sportive mugronnaise       | Mugron                                                                      | —                     | ASPTT Dax                          | Dax                                                                         | Laurède                            |
| 1955-1956 | Stade montois                    | Mont-de-Marsan                                                              | —                     | ASPTT Dax                          | Dax                                                                         | Souprosse                          |
| 1956-1957 | Union sportive dacquoise         | Dax                                                                         | —                     | Stade montois                      | Mont-de-Marsan                                                              | —                                  |
| 1957-1958 | Stade montois                    | Mont-de-Marsan                                                              | 41-22                 | Union sportive mugronnaise         | Mugron                                                                      | Saint-Sever                        |
| 1958-1959 | Stade montois                    | Mont-de-Marsan                                                              | —                     | —                                  | —                                                                           | —                                  |
| 1959-1960 | Stade montois                    | Mont-de-Marsan                                                              | —                     | —                                  | —                                                                           | —                                  |
| 1960-1961 | Stade montois                    | Mont-de-Marsan                                                              | —                     | —                                  | —                                                                           | —                                  |
| 1961-1962 | Stade montois                    | Mont-de-Marsan                                                              | 30-22                 | Union sportive dacquoise           | Dax                                                                         | Dax                                |
| 1962-1963 | Stade montois                    | Mont-de-Marsan                                                              | —                     | Union sportive dacquoise           | Dax                                                                         | —                                  |
| 1963-1964 | Stade montois                    | Mont-de-Marsan                                                              | 50-7                  | Union sportive dacquoise           | Dax                                                                         | Tartas                             |
| 1964-1965 | ASPTT Dax rés.                   | Dax                                                                         | 37-18                 | Union sportive castésienne         | Castets                                                                     | Linxe                              |
| 1965-1966 | ASPTT Dax                        | Dax                                                                         | —                     | Étoile amolloise                   | Amou                                                                        | Arènes de Pomarez                  |
| 1966-1967 | Stade montois                    | Mont-de-Marsan                                                              | 27-11                 | Union sportive dacquoise           | Dax                                                                         | Amou                               |
| 1967-1968 | Stade montois                    | Mont-de-Marsan                                                              | 29-15                 | Union sportive dacquoise           | Dax                                                                         | Arènes de Pomarez                  |
| 1968-1969 | Stade montois                    | Mont-de-Marsan                                                              | 48-37                 | ASPTT Dax                          | Dax                                                                         | Amou                               |
| 1969-1970 | Stade montois                    | Mont-de-Marsan                                                              | 88-62                 | Union sportive clermontoise        | Clermont                                                                    | Souprosse                          |
| 1970-1971 | Stade montois                    | Mont-de-Marsan                                                              | 72-43                 | Union sportive clermontoise        | Clermont                                                                    | Amou                               |
| 1971-1972 | Stade montois                    | Mont-de-Marsan                                                              | 74-53                 | Espérance goossoise                | Goos                                                                        | Hagetmau                           |
| 1972-1973 | Union sportive clermontoise      | Clermont                                                                    | 54-50                 | Stade montois                      | Mont-de-Marsan                                                              | Eyres-Moncube                      |
| 1973-1974 | Stade montois                    | Mont-de-Marsan                                                              | 78-56                 | Union sportive dacquoise           | Dax                                                                         | Souprosse                          |
| 1974-1975 | Stade montois                    | Mont-de-Marsan                                                              | 82-46                 | Union sportive dacquoise           | Dax                                                                         | Horsarrieu                         |
| 1975-1976 | Union sportive dacquoise         | Dax                                                                         | 66-60                 | Union sportive clermontoise        | Clermont                                                                    | Amou                               |
| 1976-1977 | ASPTT Dax                        | Dax                                                                         | 74-67                 | Union sportive clermontoise        | Clermont                                                                    | Salle Paul-Lacoste, Gaujacq        |
| 1977-1978 | Stade montois                    | Mont-de-Marsan                                                              | 55-50                 | Union sportive clermontoise        | Clermont                                                                    | Horsarrieu                         |
| 1978-1979 | Stade montois                    | Mont-de-Marsan                                                              | 77-57                 | Pedale Stade tarusate              | Tartas                                                                      | Cazères-sur-l'Adour                |
| 1979-1980 | Union sportive clermontoise      | Clermont                                                                    | 54-50                 | Stade montois                      | Mont-de-Marsan                                                              | Salle Paul-Lacoste, Gaujacq        |
| 1980-1981 | Stade montois                    | Mont-de-Marsan                                                              | 72-65                 | Union sportive clermontoise        | Clermont                                                                    | Doazit                             |
| 1981-1982 | Stade montois                    | Mont-de-Marsan                                                              | 82-52                 | Pedale Stade tarusate              | Tartas                                                                      | Salle polyvalente de Horsarrieu    |
| 1982-1983 | Union sportive eyroise           | Eyres-Moncube                                                               | 86-79                 | Stade montois                      | Mont-de-Marsan                                                              | Hagetmau                           |
| 1983-1984 | Union sportive eyroise           | Eyres-Moncube                                                               | 83-77                 | Stade montois                      | Mont-de-Marsan                                                              | Horsarrieu                         |
| 1984-1985 | Union sportive eyroise           | Eyres-Moncube                                                               | 62-53                 | Étoile amolloise                   | Amou                                                                        | Arènes de Pomarez                  |
| 1985-1986 | Association sportive de Monségur | Monségur                                                                    | 100-84                | Stade montois                      | Mont-de-Marsan                                                              | Salle Paul-Lacoste, Gaujacq        |
| 1986-1987 | Union sportive eyroise           | Eyres-Moncube                                                               | 80-69                 | Stade montois                      | Mont-de-Marsan                                                              | Samadet                            |
| 1987-1988 | BE Cazères                       | Cazères-sur-l'Adour                                                         | 68-57                 | Stade montois                      | Mont-de-Marsan                                                              | Horsarrieu                         |
| 1988-1989 | Union sportive clermontoise      | Clermont                                                                    | 76-66                 | BE Cazères                         | Cazères-sur-l'Adour                                                         | Samadet                            |
| 1989-1990 | Union sportive eyroise           | Eyres-Moncube                                                               | 81-47                 | Union sportive clermontoise        | Clermont                                                                    | Arènes de Pomarez                  |
| 1990-1991 | Stade montois                    | Mont-de-Marsan                                                              | 85-69                 | Union sportive de Saint-Loubouer   | Saint-Loubouer                                                              | Arènes de Pomarez                  |
| 1991-1992 | Stade montois                    | Mont-de-Marsan                                                              | 73-60                 | Union sportive eyroise             | Eyres-Moncube                                                               | Samadet                            |
| 1992-1993 | Stade montois                    | Mont-de-Marsan                                                              | 98-78                 | Union sportive pontoise            | Pontonx-sur-l'Adour                                                         | Samadet                            |
| 1993-1994 | CEP Chalosse.                    | Castelnau-Chalosse, Pomarez                                                 | 59-56                 | Momuy Sports                       | Momuy                                                                       | Arènes de Pomarez                  |
| 1994-1995 | Union sportive eyroise           | Eyres-Moncube                                                               | 82-66                 | ASPTT Dax                          | Dax                                                                         | Samadet                            |
| 1995-1996 | Union sportive dacquoise         | Dax                                                                         | 55-52                 | Association sportive de Monségur   | Monségur                                                                    | Arènes de Pomarez                  |
| 1996-1997 | Union sportive eyroise           | Eyres-Moncube                                                               | 114-58                | JSR Basket Rion Boos               | Boos, Rion-des-Landes                                                       | Arènes de Pomarez                  |
| 1997-1998 | Association sportive de Monségur | Monségur                                                                    | 58-53                 | Union sportive eyroise             | Eyres-Moncube                                                               | Arènes de Pomarez                  |
| 1998-1999 | Union sportive eyroise           | Eyres-Moncube                                                               | 81-72                 | CEP Chalosse                       | Castelnau-Chalosse, Pomarez                                                 | Arènes de Pomarez                  |
| 1999-2000 | Union sportive eyroise           | Eyres-Moncube                                                               | 64-58                 | Stade montois                      | Mont-de-Marsan                                                              | Arènes de Pomarez                  |
| 2000-2001 | Association sportive de Monségur | Monségur                                                                    | 77-59                 | Eyres Fargues Coudures Basket      | Coudures, Eyres-Moncube, Fargues                                            | Arènes de Pomarez                  |
| 2001-2002 | Eyres Fargues Coudures Basket    | Coudures, Eyres-Moncube, Fargues                                            | 72-54                 | CEP Chalosse                       | Castelnau-Chalosse, Pomarez                                                 | Arènes de Pomarez                  |
| 2002-2003 | CEP Chalosse                     | Castelnau-Chalosse, Pomarez                                                 | 77-75                 | Étoile amolloise                   | Amou                                                                        | Arènes de Pomarez                  |
| 2003-2004 | Étoile amolloise                 | Amou                                                                        | 59-58                 | Union Dax Basket                   | Dax                                                                         | Arènes de Pomarez                  |
| 2004-2005 | Étoile amolloise                 | Amou                                                                        | 68-65                 | Association sportive Monségur Mant | Mant, Monségur                                                              | Arènes de Pomarez                  |
| 2005-2006 | CEP Chalosse                     | Castelnau-Chalosse, Pomarez                                                 | 64-54                 | Union sportive de l'Adour 40       | Duhort-Bachen, Renung                                                       | Arènes de Pomarez                  |
| 2006-2007 | Stade montois                    | Mont-de-Marsan                                                              | 68-65                 | Association sportive Monségur Mant | Mant, Monségur                                                              | Arènes de Pomarez                  |
| 2007-2008 | CEP Chalosse                     | Castelnau-Chalosse, Pomarez                                                 | 69-65                 | Basket Landes rés.                 | Saint-Sever                                                                 | Arènes de Pomarez                  |
| 2008-2009 | Basket Landes esp.               | Saint-Sever                                                                 | 77-64                 | Labenne Olympique Sporting Club    | Labenne                                                                     | Arènes de Pomarez                  |
| 2009-2010 | CEP Chalosse                     | Castelnau-Chalosse, Pomarez                                                 | 63-58                 | Hagetmau Basket                    | Hagetmau                                                                    | Arènes de Pomarez                  |
| 2010-2011 | Stade montois                    | Mont-de-Marsan                                                              | 72-56                 | Labenne Olympique Sporting Club    | Labenne                                                                     | Arènes de Pomarez                  |
| 2011-2012 | CEP Chalosse                     | Castelnau-Chalosse, Pomarez                                                 | 69-52                 | Labenne Olympique Sporting Club    | Labenne                                                                     | Arènes de Pomarez                  |
| 2012-2013 | Espoir Chalosse                  | Bastennes, Donzacq, Castelnau-Chalosse, Castel-Sarrazin, Gaujacq, Pomarez   | 50-45                 | Stade montois                      | Mont-de-Marsan                                                              | Arènes de Pomarez                  |
| 2013-2014 | Espoir Chalosse                  | Bastennes, Donzacq, Castelnau-Chalosse, Castel-Sarrazin, Gaujacq, Pomarez   | 95-73                 | Hagetmau Basket                    | Hagetmau                                                                    | Arènes de Pomarez                  |
| 2014-2015 | Élan chalossais                  | Hinx, Poyartin, Sort-en-Chalosse                                            | 75-70ap               | Stade montois                      | Mont-de-Marsan                                                              | Arènes de Pomarez                  |
| 2015-2016 | Basket Landes esp.               | Mont-de-Marsan                                                              | 58-54                 | Stade montois                      | Mont-de-Marsan                                                              | Arènes de Gamarde-les-Bains        |
| 2016-2017 | Basket Landes esp.               | Mont-de-Marsan                                                              | 60-54                 | Stade montois                      | Mont-de-Marsan                                                              | Arènes de Gamarde-les-Bains        |
| 2017-2018 | Élan chalossais                  | Hinx, Poyartin, Sort-en-Chalosse                                            | 61-59                 | Stade montois                      | Mont-de-Marsan                                                              | Arènes de Gamarde-les-Bains        |
| 2018-2019 | Stade montois                    | Mont-de-Marsan                                                              | 56-46                 | Basket Landes esp.                 | Mont-de-Marsan                                                              | Arènes de Dax                      |
| 2019-2020 | Édition non organisée            | Édition non organisée                                                       | Édition non organisée | Édition non organisée              | Édition non organisée                                                       | Édition non organisée              |
| 2020-2021 | Édition non organisée            | Édition non organisée                                                       | Édition non organisée | Édition non organisée              | Édition non organisée                                                       | Édition non organisée              |
| 2021-2022 | Coteaux du Luy Basket            | Lacrabe, Mant, Monget, Monségur, Morganx, Peyre                             | 84-59                 | Adour Dax Basket                   | Candresse, Dax, Narrosse                                                    | Arènes de Gamarde-les-Bains        |
| 2022-2023 | Coteaux du Luy Basket            | Lacrabe, Mant, Monget, Monségur, Morganx, Peyre                             | 51-44                 | Hagetmau Momuy Castaignos Basket   | Castaignos-Souslens, Hagetmau, Momuy                                        | Arènes de Gamarde-les-Bains        |
| 2023-2024 | Avenir Basket Chalosse           | Castelnau-Chalosse, Donzacq, Bastennes, Pomarez, Castel-Sarrazin et Gaujacq | 61-51                 | Élan chalossais                    | Hinx, Poyartin, Sort-en-Chalosse                                            | Arènes du Plumaçon, Mont-de-Marsan |
| 2024-2025 | Adour Dax Basket                 | Candresse, Dax, Narrosse                                                    | 67-49                 | Avenir Basket Chalosse             | Castelnau-Chalosse, Donzacq, Bastennes, Pomarez, Castel-Sarrazin et Gaujacq | Arènes de Gamarde-les-Bains        |

### Palmarès masculin
| Édition   | Club vainqueur                                | Commune(s)                                                  | Score                 | Club finaliste                                | Commune(s)                                                  | Lieu de la finale                  |
| --------- | --------------------------------------------- | ----------------------------------------------------------- | --------------------- | --------------------------------------------- | ----------------------------------------------------------- | ---------------------------------- |
| 1946-1947 | Jeunesse sportive d'Auribat                   | Saint-Geours-d'Auribat                                      | 28-14                 | US Vielle Tursan                              | Vielle-Saint-Girons                                         | Amou                               |
| 1947-1948 | Jeunesse sportive d'Auribat                   | Saint-Geours-d'Auribat                                      | 37-16                 | Avenir caupennois                             | Caupenne                                                    | Saint-Geours-d'Auribat             |
| 1948-1949 | Cadets de Chalosse                            | Gaujacq                                                     | 37-25                 | Étoile amolloise                              | Amou                                                        | Saint-Geours-d'Auribat             |
| 1949-1950 | Cadets de Chalosse                            | Gaujacq                                                     | 56-37                 | Avenir caupennois                             | Caupenne                                                    | Salle Paul-Lacoste, Gaujacq        |
| 1950-1951 | Édition non organisée                         | Édition non organisée                                       | Édition non organisée | Édition non organisée                         | Édition non organisée                                       | Édition non organisée              |
| 1951-1952 | Jeunesse sportive d'Auribat                   | Saint-Geours-d'Auribat                                      | 45-37                 | SS Bastennes                                  | Bastennes                                                   | Salle Paul-Lacoste, Gaujacq        |
| 1952-1953 | Cadets de Chalosse                            | Gaujacq                                                     | 51-47ap               | Club des Sarrazins                            | Castel-Sarrazin                                             | Saint-Geours-d'Auribat             |
| 1953-1954 | Aire Club Fouga                               | Aire-sur-l'Adour                                            | —                     | Étoile amolloise                              | Amou                                                        | Salle Paul-Lacoste, Gaujacq        |
| 1954-1955 | Aire Club Fouga                               | Aire-sur-l'Adour                                            | —                     | Union sportive pomarezienne                   | Pomarez                                                     | Aire-sur-l'Adour                   |
| 1955-1956 | Aire Club Fouga                               | Aire-sur-l'Adour                                            | —                     | Cadets de Chalosse rés.                       | Gaujacq                                                     | Aire-sur-l'Adour                   |
| 1956-1957 | Union sportive arsaguaise                     | Arsague                                                     | 66-60                 | Union sportive pomarezienne                   | Pomarez                                                     | Castel-Sarrazin                    |
| 1957-1958 | Club des Sarrazins                            | Castel-Sarrazin                                             | 55-45                 | Union sportive arsaguaise                     | Arsague                                                     | Arsague                            |
| 1958-1959 | Cadets de Chalosse                            | Gaujacq                                                     | 59-49                 | Canaris de Serres-Gaston                      | Serres-Gaston                                               | Castel-Sarrazin                    |
| 1959-1960 | Cadets de Chalosse                            | Gaujacq                                                     | 53-40                 | AS Bonnegarde                                 | Bonnegarde                                                  | Castel-Sarrazin                    |
| 1960-1961 | Cadets de Chalosse                            | Gaujacq                                                     | —                     | Club des Sarrazins                            | Castel-Sarrazin                                             | Serres-Gaston                      |
| 1961-1962 | Étoile amolloise                              | Amou                                                        | 66-35                 | SS Bastennes                                  | Bastennes                                                   | Salle Paul-Lacoste, Gaujacq        |
| 1962-1963 | Club des Sarrazins                            | Castel-Sarrazin                                             | 56-43                 | Étoile amolloise                              | Amou                                                        | Arènes de Pomarez                  |
| 1963-1964 | Club des Sarrazins                            | Castel-Sarrazin                                             | 56-46                 | Cadets de Chalosse                            | Gaujacq                                                     | —                                  |
| 1964-1965 | Étoile amolloise                              | Amou                                                        | 54-39                 | AS Bonnegarde                                 | Bonnegarde                                                  | Arsague                            |
| 1965-1966 | Cadets de Chalosse                            | Gaujacq                                                     | —                     | Union sportive clermontoise                   | Clermont                                                    | Mont-de-Marsan                     |
| 1966-1967 | Cadets de Chalosse                            | Gaujacq                                                     | 53-49                 | ASPTT Dax                                     | Dax                                                         | Amou                               |
| 1967-1968 | Cadets de Chalosse                            | Gaujacq                                                     | —                     | Union sportive dacquoise                      | Dax                                                         | Arènes de Pomarez                  |
| 1968-1969 | Union sportive eyroise                        | Eyres-Moncube                                               | 42-40                 | Étoile amolloise                              | Amou                                                        | Mont-de-Marsan                     |
| 1969-1970 | Amicale laïque Union sportive de Doazit       | Doazit                                                      | 65-63                 | Union sportive clermontoise                   | Clermont                                                    | Souprosse                          |
| 1970-1971 | Étoile amolloise                              | Amou                                                        | 55-50                 | Amicale laïque Union sportive de Doazit       | Doazit                                                      | Amou                               |
| 1971-1972 | Étoile amolloise                              | Amou                                                        | 91-79ap               | Union sportive eyroise                        | Eyres-Moncube                                               | Hagetmau                           |
| 1972-1973 | Cadets de Chalosse                            | Gaujacq                                                     | 60-50                 | Étoile amolloise                              | Amou                                                        | Arènes de Pomarez                  |
| 1973-1974 | Étoile amolloise                              | Amou                                                        | 72-66                 | Amicale laïque Union sportive de Doazit       | Doazit                                                      | Mont-de-Marsan                     |
| 1974-1975 | Étoile amolloise                              | Amou                                                        | 80-72                 | Union sportive eyroise                        | Eyres-Moncube                                               | Horsarrieu                         |
| 1975-1976 | Union sportive Hagetmau                       | Hagetmau                                                    | 78-69                 | Union sportive eyroise                        | Eyres-Moncube                                               | Montgaillard                       |
| 1976-1977 | Union sportive eyroise                        | Eyres-Moncube                                               | 89-85                 | Étoile amolloise                              | Amou                                                        | Salle Paul-Lacoste, Gaujacq        |
| 1977-1978 | Étoile amolloise                              | Amou                                                        | 97-42                 | Union sportive Hagetmau                       | Hagetmau                                                    | Horsarrieu                         |
| 1978-1979 | Étoile amolloise,                             | Amou                                                        | 99-69                 | Espérance goossoise                           | Goos                                                        | Cazères-sur-l'Adour                |
| 1979-1980 | Amicale laïque Union sportive de Doazit       | Doazit                                                      | 89-74                 | Union sportive eyroise                        | Eyres-Moncube                                               | Salle Paul-Lacoste, Gaujacq        |
| 1980-1981 | Sporting Club horsarrois                      | Horsarrieu                                                  | 84-79                 | Union sportive eyroise                        | Eyres-Moncube                                               | Doazit                             |
| 1981-1982 | Amicale laïque Union sportive de Doazit       | Doazit                                                      | 118-109ap             | Avenir samadétois                             | Samadet                                                     | Salle polyvalente de Horsarrieu    |
| 1982-1983 | Étoile amolloise                              | Amou                                                        | 91-62                 | Écureuils sportifs pouillonnais               | Pouillon                                                    | Hagetmau                           |
| 1983-1984 | Union sportive Hagetmau                       | Hagetmau                                                    | 74-59                 | Écureuils sportifs pouillonnais               | Pouillon                                                    | Horsarrieu                         |
| 1984-1985 | Union sportive Hagetmau                       | Hagetmau                                                    | 74-53                 | CA Tilh                                       | Tilh                                                        | Arènes de Pomarez                  |
| 1985-1986 | Avenir samadétois                             | Samadet                                                     | 105-102ap             | Amicale laïque Union sportive de Doazit       | Doazit                                                      | Salle Paul-Lacoste, Gaujacq        |
| 1986-1987 | Union sportive Hagetmau                       | Hagetmau                                                    | 73-70                 | Cadets de Chalosse                            | Gaujacq                                                     | Samadet                            |
| 1987-1988 | Stade montois,                                | Mont-de-Marsan                                              | 74-72                 | Association sportive de Monségur              | Monségur                                                    | Horsarrieu                         |
| 1988-1989 | Stade montois,                                | Mont-de-Marsan                                              | 95-65                 | Cadets de Chalosse                            | Gaujacq                                                     | Samadet                            |
| 1989-1990 | Stade montois,                                | Mont-de-Marsan                                              | 107-86                | Cadets de Chalosse                            | Gaujacq                                                     | Arènes de Pomarez                  |
| 1990-1991 | Stade montois,                                | Mont-de-Marsan                                              | 91-80                 | Sporting Club horsarrois                      | Horsarrieu                                                  | Arènes de Pomarez                  |
| 1991-1992 | Hagetmau Doazit Chalosse                      | Doazit, Hagetmau                                            | 98-68                 | Cadets de Chalosse                            | Gaujacq                                                     | Samadet                            |
| 1992-1993 | Hagetmau Doazit Chalosse                      | Doazit, Hagetmau                                            | 82-68                 | Stade montois                                 | Mont-de-Marsan                                              | Samadet                            |
| 1993-1994 | Hagetmau Doazit Chalosse                      | Doazit, Hagetmau                                            | 108-80                | Association sportive de Monségur              | Monségur                                                    | Arènes de Pomarez                  |
| 1994-1995 | Étoile amolloise                              | Amou                                                        | 117-114ap             | Association sportive de Monségur              | Monségur                                                    | Samadet                            |
| 1995-1996 | Association sportive de Monségur              | Monségur                                                    | 76-72                 | Stade montois                                 | Mont-de-Marsan                                              | Arènes de Pomarez                  |
| 1996-1997 | Étoile amolloise                              | Amou                                                        | 88-84                 | Hagetmau Doazit Chalosse                      | Doazit, Hagetmau                                            | Arènes de Pomarez                  |
| 1997-1998 | Association sportive de Monségur              | Monségur                                                    | 110-108ap             | Hagetmau Doazit Chalosse                      | Doazit, Hagetmau                                            | Arènes de Pomarez                  |
| 1998-1999 | Association sportive de Monségur              | Monségur                                                    | 96-91                 | Hagetmau Doazit Chalosse                      | Doazit, Hagetmau                                            | Arènes de Pomarez                  |
| 1999-2000 | Hagetmau Doazit Chalosse                      | Doazit, Hagetmau                                            | 101-67                | Union sportive eyroise                        | Eyres-Moncube                                               | Arènes de Pomarez                  |
| 2000-2001 | Hagetmau Doazit Chalosse                      | Doazit, Hagetmau                                            | 94-80                 | Cadets de Chalosse                            | Gaujacq                                                     | Arènes de Pomarez                  |
| 2001-2002 | Association sportive de Monségur              | Monségur                                                    | 93-89                 | Étoile amolloise                              | Amou                                                        | Arènes de Pomarez                  |
| 2002-2003 | Stade montois,                                | Mont-de-Marsan                                              | 98-75                 | Avenir serreslousiens horsarrois              | Horsarrieu, Serreslous-et-Arribans                          | Arènes de Pomarez                  |
| 2003-2004 | Canaris de Serres-Gaston                      | Serres-Gaston                                               | 91-79                 | Étoile amolloise                              | Amou                                                        | Arènes de Pomarez                  |
| 2004-2005 | Avenir serreslousiens horsarrois              | Horsarrieu, Serreslous-et-Arribans                          | 110-92ap              | Canaris de Serres-Gaston                      | Serres-Gaston                                               | Arènes de Pomarez                  |
| 2005-2006 | Canaris de Serres-Gaston                      | Serres-Gaston                                               | 84-73                 | Association sportive Monségur Mant            | Mant, Monségur                                              | Arènes de Pomarez                  |
| 2006-2007 | Hagetmau Doazit Chalosse                      | Doazit, Hagetmau                                            | 74-70                 | Cadets de Chalosse                            | Gaujacq                                                     | Arènes de Pomarez                  |
| 2007-2008 | Hagetmau Doazit Chalosse                      | Doazit, Hagetmau                                            | 85-77                 | Basket Club Gamarde Goos                      | Gamarde-les-Bains, Goos                                     | Arènes de Pomarez                  |
| 2008-2009 | Hagetmau Doazit Chalosse                      | Doazit, Hagetmau                                            | 69-66                 | Stade montois                                 | Mont-de-Marsan                                              | Arènes de Pomarez                  |
| 2009-2010 | Avenir serreslousiens horsarrois              | Horsarrieu, Serreslous-et-Arribans                          | 71-66                 | Basket Club Gamarde Goos                      | Gamarde-les-Bains, Goos                                     | Arènes de Pomarez                  |
| 2010-2011 | Union Dax Gamarde Goos                        | Dax, Gamarde-les-Bains, Goos                                | 69-59                 | Réal chalossais                               | Caupenne, Hauriet, Larbey, Maylis, Saint-Aubin, Toulouzette | Arènes de Pomarez                  |
| 2011-2012 | Hagetmau Doazit Chalosse                      | Doazit, Hagetmau                                            | 66-65                 | Stade montois                                 | Mont-de-Marsan                                              | Arènes de Pomarez                  |
| 2012-2013 | Avenir serreslousiens colombins horsarrois    | Serreslous-et-Arribans, Sainte-Colombe, Horsarrieu          | 69-66                 | Stade montois                                 | Mont-de-Marsan                                              | Arènes de Pomarez                  |
| 2013-2014 | Cadets de Chalosse                            | Gaujacq                                                     | 68-65                 | Union Dax Gamarde Goos                        | Dax, Gamarde-les-Bains, Goos                                | Arènes de Pomarez                  |
| 2014-2015 | Réal chalossais                               | Caupenne, Hauriet, Larbey, Maylis, Saint-Aubin, Toulouzette | 69-60                 | Cadets de Chalosse                            | Gaujacq                                                     | Arènes de Pomarez                  |
| 2015-2016 | Dax Gamarde Basket 40                         | Dax, Gamarde-les-Bains, Goos                                | 94-90ap               | Élan souémontain montgaillardais sarraziétois | Montgaillard, Montsoué et Sarraziet                         | Arènes de Gamarde-les-Bains        |
| 2016-2017 | Dax Gamarde Basket 40                         | Dax, Gamarde-les-Bains, Goos                                | 70-53                 | Coteaux du Luy Basket                         | Lacrabe, Mant, Monget, Monségur, Morganx, Peyre             | Arènes de Gamarde-les-Bains        |
| 2017-2018 | Dax Gamarde Basket 40                         | Dax, Gamarde-les-Bains, Goos                                | 75-52                 | Élan souémontain montgaillardais sarraziétois | Montgaillard, Montsoué et Sarraziet                         | Arènes de Gamarde-les-Bains        |
| 2018-2019 | Dax Gamarde Basket 40                         | Dax, Gamarde-les-Bains, Goos                                | 85-66                 | Réal chalossais                               | Caupenne, Hauriet, Larbey, Maylis, Saint-Aubin, Toulouzette | Arènes de Dax                      |
| 2019-2020 | Édition non organisée                         | Édition non organisée                                       | Édition non organisée | Édition non organisée                         | Édition non organisée                                       | Édition non organisée              |
| 2020-2021 | Édition non organisée                         | Édition non organisée                                       | Édition non organisée | Édition non organisée                         | Édition non organisée                                       | Édition non organisée              |
| 2021-2022 | Adour Dax Basket                              | Candresse, Dax, Narrosse                                    | 81-77                 | Élan souémontain montgaillardais sarraziétois | Montgaillard, Montsoué et Sarraziet                         | Arènes de Gamarde-les-Bains        |
| 2022-2023 | Réal chalossais                               | Caupenne, Hauriet, Larbey, Maylis, Saint-Aubin, Toulouzette | 72-55                 | Avenir serreslousiens colombins horsarrois    | Serreslous-et-Arribans, Sainte-Colombe, Horsarrieu          | Arènes de Gamarde-les-Bains        |
| 2023-2024 | Biscarrosse Olympique Basket                  | Biscarrosse                                                 | 107-98                | Élan souémontain montgaillardais sarraziétois | Montgaillard, Montsoué et Sarraziet                         | Arènes du Plumaçon, Mont-de-Marsan |
| 2024-2025 | Élan souémontain montgaillardais sarraziétois | Montgaillard, Montsoué et Sarraziet                         | 73-83                 | Stade montois                                 | Mont-de-Marsan                                              | Arènes de Gamarde-les-Bains        |

## Autres déclinaisons
En 1999, à l'occasion du renommage des deux catégories de la Coupe des Landes, une déclinaison junior est instaurée. La Coupe Fauthoux, du nom de Frédéric Fauthoux, est disputée par les cadets, cadettes, minimes masculins et minimes féminines.
La Coupe Intersport Lasaosa, du nom de Paul Lasaosa et du magasin Intersport de Saint-Paul-lès-Dax créé par ce dernier,, est dédiée aux équipes réserves.